# Szondi Biri
Szondy Biri (született aldobolyi Szotyori Borbála) (Békéscsaba, 1916. június 25. – Budapest, 2010. január 3.) magyar színművész.

## Életpályája

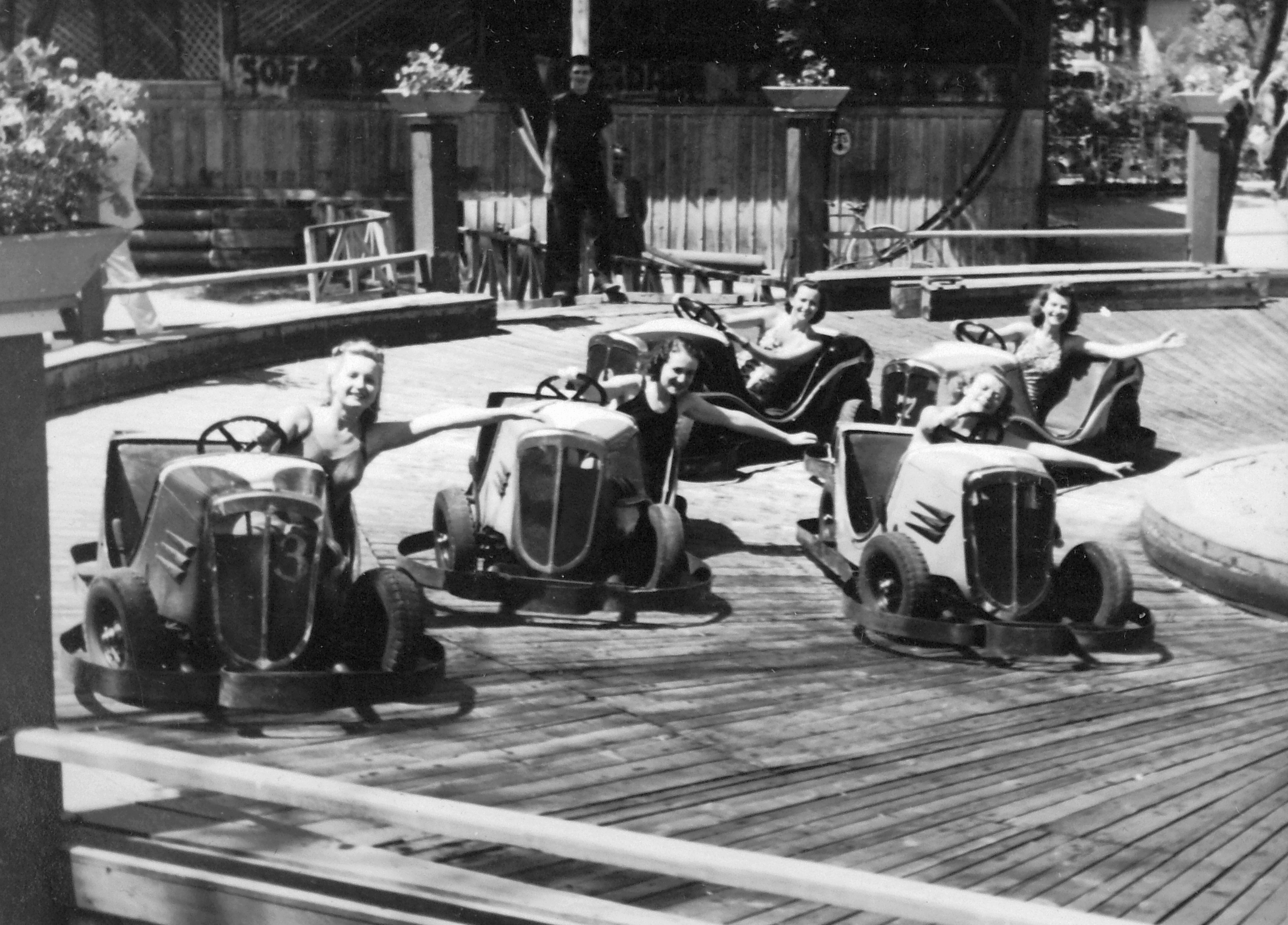
Versenyautózó nők a Budapesti Vidám Parkban, Szondy Biri a bal szélen

Szentesen megkezdett gimnáziumi tanulmányait Szegeden fejezte be a ma Tömörkényről (Tömörkény István Gimnázium, Művészeti Szakgimnázium és Technikum) elnevezett iskolában (miután édesapja, aldobólyi Szotyori István tanító, gyermeke születése után Szentesre, majd Szegedre került, s itt a Maros utca 35. szám alatti házban lelt otthonra), majd 1936-37-ben elvégezte a (Szeged) Városi Színház görliskoláját és leszerződött Tolnay Andor kaposvári társulatához táncos-énekes naivának. 
Ekkor cserélte le a színészvilágban komikusan hangzó „Szotyori” vezetéknevét a jobban csengő „Szondy”-ra. Nem töltött sok időt a vidéki színházban, ugyanis 1939-ben már budapesti színházakban (Városi Színház (ma: Erkel Színház),  Erzsébetvárosi Színház (ma: Magyar Színház), Operettszínház, Új Magyar Színház (ma: Magyar Színház), Revüpalota, Kamara Varieté (ma: Játékszín) és az 1942-43-as szezonban a debreceni teátrumban is fellépett. 
Eközben a filmesek is felfigyeltek rá, ezért jelentős szerepet kapott két filmben is: a Kölcsönkért férjekben (1941) és A láp virágában (1942). A háború azonban megtörte felívelő karrierjét. Az 1945-ben felállított szakmai Igazolóbizottság három hónapra letiltotta őt a színpadról, s ezzel megbélyegezte. Ennek a „büntetésnek” a leteltével újra színpadra léphetett. 1948-ban (a kommunista hatalomátvétel miatt az operett műfaja körül „elfogyott a levegő”) elhagyta az országot, és Kanadában telepedett le. 
Ott még Torontóban és Montrealban néhányszor fellépett, majd átköltözött az Egyesült Államokba. 1954 márciusában a New York-i White Hallban Zilahy–Heltay Magyar Vígszínházában Farkas–Bródy Pünkösdi rózsájában, majd októberben a pittsburghi Magyar Házban a Fehér menyasszony című operettben lépett fel. 1955-ben ismét elfogadta Zilahyék felkérését, októberben Pittsburghben Huszka–Martos Kék Duna keringőjében ismét színpadra lépett, majd egy újabb Huszka-operett, az Erdélyi rózsa november eleji New Brunswick-i bemutatóján is szerepelt, majd november végéig turnézott ezzel a darabbal.
Ezután nincs adat arra vonatkozólag, hogy fellépett volna bármilyen darabban/filmben Amerikában. Csak annyit tudni a további életéről, hogy a kilencvenes évekig Florida volt az otthona, mígnem a honvágy a rendszerváltás után hazahozta Magyarországra. S bár Budapesten élt, szülővárosáról sem feledkezett el. A Békéscsabai Városi Nyugdíjas Egyesület javára alapítványt hozott létre. Hazatérte után még húsz év adatott neki szülőhazájában. 2010. január 3-án hunyt el (Budapesten). Sírjára, halála napján, a békéscsabai nyugdíjasok tesznek minden évben virágot.

## Filmjei
- Jöjjön elsején!, 1940
- Kölcsönkért férjek (1941) – Kelecsényi Zsuzsi
- A láp virága (1942) – Mihályi Adél